# Aristotelia baltica
Aristotelia baltica is een vlinder uit de familie tastermotten (Gelechiidae). De wetenschappelijke naam is voor het eerst geldig gepubliceerd in 1983 door A. Sulcs & I. Sulcs.
De soort komt voor in Europa.